# Leonhard Volkert
Leonhard Volkert (* 27. Oktober 1887 in Fürth; † 18. Dezember 1964 in München) war ein deutscher Landrat.

## Leben
Nach dem Abitur studierte Leonhard Volkert Rechtswissenschaften an der Friedrich-Alexander-Universität Erlangen-Nürnberg und war dort Mitglied der christlichen Studentenverbindung Uttenruthia. Seinen juristischen Vorbereitungsdienst leistete er beim Bezirksamt Neustadt an der Aisch und beim Stadtmagistrat Nürnberg. 1913 legte er in Ansbach das zweite juristische Staatsexamen ab und wurde im Mai 1914 Rechtspraktikant bei der Regierung von Oberfranken. Von August 1914 bis Oktober 1916 musste er Kriegsdienst leisten und war Militärgerichtsschreiber. Im April 1918 übernahm er die Stelle als Bezirksamtsassessor in Ebermannstadt. 1922 wechselte er als Regierungsrat in das bayerische Staatsministerium für Unterricht und Kultur. 1932 kam er als Bezirksoberamtmann zum Bezirksamt Lauf, wo er bis zu seinem Weggang zur Regierung von Ober- und Mittelfranken am 30. November 1937 als Bezirksamtsvorstand (ab 1939 wurde das Amt als Landrat bezeichnet) die Leitung der Verwaltung innehatte. 1939 zum Regierungsdirektor befördert, folgte 1941 die Abordnung zum Staatsministerium des Innern. Zum 9. März 1942 schied er auf eigenen Wunsch aus diesem Amt aus und wurde geschäftsführender Direktor des bayerischen Prüfungsverbandes. Zum 1. November 1953 ging Volkert endgültig in den Ruhestand.
Volkert war zum 1. Mai 1937 in die NSDAP eingetreten.
Am 18. Oktober 1918 hatte er in Nürnberg Clara Kirste geheiratet. Aus der Ehe ging als viertes Kind der Historiker Wilhelm Volkert hervor.